# Rue du Prieuré (Toulouse)
Pour les articles homonymes, voir Rue du Prieuré.
La rue du Prieuré (en occitan : carrièra del Priorat), est une voie publique de Toulouse, chef-lieu de la région Occitanie, dans le Midi de la France. Elle se trouve dans le quartier Capitole, dans le secteur 1 - Centre.

## Situation et accès

### Description
La rue du Prieuré est une voie publique située dans le centre-ville de Toulouse. Elle ne mesure que 119 m de long et elle est peu large, d'environ 4 m dans les parties les plus étroites. Elle naît perpendiculairement à la rue Peyrolières, se prolonge vers l'est, puis fait un coude vers le sud et se termine au croisement de la rue Jacques-Cujas.
La partie centrale de la rue du Prieuré est occupée par une chaussée qui compte une voie de circulation automobile à sens unique, depuis la rue Léon-Gambetta vers la place de la Bourse. Elle est définie comme une zone de rencontre et la vitesse y est limitée à 20 km/h. Il n'existe pas de piste, ni de bande cyclable, quoiqu'elle soit à double-sens cyclable.

### Voies rencontrées
La rue du Prieuré rencontre les voies suivantes, dans l'ordre des numéros croissants :
1. Rue Peyrolières
2. Rue Jacques-Cujas

### Transports
La rue du Prieuré n'est pas directement desservie par les transports en commun Tisséo. Elle se trouve cependant à proximité immédiate des rues rue Léon-Gambetta et Jean-Suau, parcourues par la navette Ville. Les stations de métro les plus proches sont, au nord, la station Capitole et, au sud, la station Esquirol. Sur la place du même nom se trouvent également les arrêts des lignes de Linéo L4L7L9 et de bus 1444.
Il existe plusieurs stations de vélos en libre-service VélôToulouse le long de la rue Sainte-Ursule ou des voies les plus proches : les stations no 4 (15 rue Sainte-Ursule) et no 11 (2 place de la Daurade).

## Odonymie

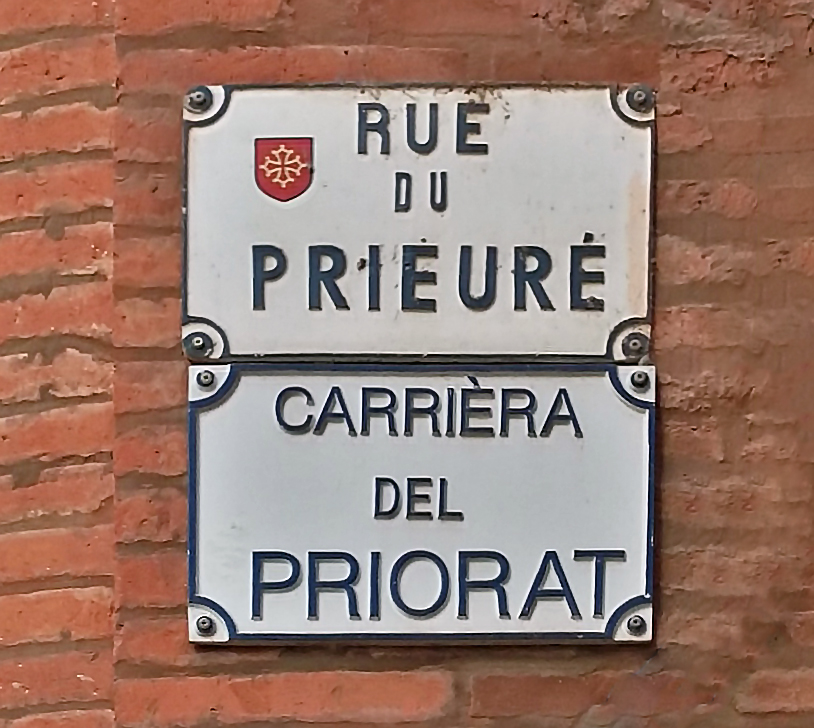
Plaques de rue en français et en occitan.

La rue du Prieuré tient son nom d'un petit prieuré médiéval, le prieuré Saint-Pierre-Saint-Martin, qui se trouvait à l'angle formé au milieu de la rue. Au Moyen Âge, la rue était d'ailleurs désignée comme la rue Saint-Pierre-Saint-Martin ou, à partir du XVIe siècle, comme le cul-de-sac Saint-Martin. Après la Révolution française, le prieuré et sa chapelle ayant été complètement démolis, la rue fut désignée comme la Petite-rue Sainte-Ursule, à cause de la proximité de l'ancien couvent Sainte-Ursule (emplacement des actuels no 5 bis rue du Prieuré et no 11-13 rue Sainte-Ursule). En 1947, une commission municipale décida de supprimer les appellations qui pouvaient prêter à confusion et la rue prit son nom actuel.

## Histoire

### Moyen Âge et période moderne
Au Moyen Âge, on désigne comme la rue Saint-Pierre-Saint-Martin deux impasses, l'une partant de la rue Peyrolières, l'autre de la rue des Drapiers (actuelle rue Jacques-Cujas) qui aboutissent toutes les deux à l'église Saint-Pierre-Saint-Martin (emplacement à l'angle de la rue du Prieuré). Cette église, dépendant du prieuré de la Daurade, a probablement été établie au XIIe siècle. Sa nef unique, de 20 mètres de long sur 8 mètres de large, est flanquée au nord de trois chapelles. Au début du XIVe siècle, il semble qu'un hospice, l'hôpital de Pons Adémar, jouxte le prieuré. En 1336, lorsque les limites des capitoulats de la ville sont modifiées, l'église devient le centre d'un petit capitoulat (Partita Sancti Petri et Sancti Martini en latin), mais il est absorbé un siècle plus tard par le capitoulat de la Daurade, en 1438, lors de la réforme de Charles VII.
En 1463, le quartier de l'église Saint-Martin est durement touché par le Grand incendie. Il semble que l'église, entièrement détruite par les flammes, soit reconstruite après 1469. Les membres de l'élite locale regroupent de vastes emprises foncières, qui leur permet de construire de nouvelles demeures : dans la deuxième moitié du XVIe siècle, la famille Viguerie fait édifier un vaste hôtel particulier sur les deux culs-de-sac (emplacement de l'actuel no 4 et actuel no 4 bis). Le mouvement de reconstruction se poursuit aux siècles suivants de vastes immeubles sont construits au XVIIe siècle, souvent remaniés au siècle suivant (actuels no 1, 7 et 9). On remarque ainsi l'hôtel particulier construit pour Guillaume Rigail d'Ouvrier, conseiller aux Requêtes du Parlement entre 1631 et 1638 (actuel no 12).
La confrérie des Pénitents gris occupe quelques mois l'église Saint-Martin, entre mai et septembre 1577, le temps d'établir leur propre chapelle dans l'actuelle rue des Lois. En 1610, l'église Saint-Martin est finalement concédée par le prieur de la Daurade, Jean Daffis, aux religieuses Ursulines, qui venaient de s'établir entre la rue des Trois-Roys-Vieux (actuel no 13 rue Sainte-Ursule) et la rue Saint-Martin. Elles doivent payer à la Daurade la somme de trois sous toulousains et deux cierges de cire d'une livre. L'église change alors de nom et prend le vocable de Sainte-Ursule. En 1687, les Ursulines achètent les bâtiments de l'hôtel Viguerie (actuels no 4 bis et 8) à son héritière, demoiselle de Coly.

### Époque contemporaine
Pendant la Révolution française, les congrégations religieuses sont dispersées et les Ursulines doivent abandonner l'église Sainte-Ursule. En 1793, l'église est provisoirement rendue au culte, car l'église du prieuré de la Daurade, devenue église paroissiale, est en travaux. Pourtant, dès 1796, les dépendances de l'église – sacristie, salle du prédicateur –, sont vendues comme biens nationaux à Jean-Jacques Chastanet. Quelques années plus tard, avant 1808, l'église est, elle-même, démolie. En 1796, Jean-Jacques Chastanet a réuni les différents bâtiments des Ursulines (actuels no 4 bis, 6 et 8) : membre du club des Jacobins, instituteur, il souhaite agrandir l'école qu'il dirige rue du Poids-de-l'Huile.
En 1804, les bâtiments de l'école de Chastanet sont occupés par la Maison de charité de la Daurade. Cette institution a été fondée en 1719, à la suite du legs du conseiller au Parlement Luc de Saget, pour loger des religieuses, les « Filles grises », qui se consacrent à donner le bouillon aux pauvres, tandis qu'un apothicaire, un médecin et un chirurgien secourent les malades. Au XVIIIe siècle, cette maison est installée rue Peyrolières (actuel no 39), mais elle est abandonnée par les hospices de la ville, qui préfèrent s'implanter dans de nouveaux locaux rue du Prieuré. Deux ans plus tard, une nouvelle façade est élevée pour le bâtiment voisin (actuel no 8). En 1837, la maison de charité est encore agrandie par l'achat d'un immeuble voisin (actuel no 4). Mais, en 1900, elle est réunie à la maison de charité de la Dalbade (actuel no 2 rue Saint-Jean).
En 1907, la municipalité décide d'installer l'école maternelle Lakanal dans les locaux de l'ancienne Maison de charité, qu'elle loue, puis qu'elle achète en 1914 aux Hospices civils.
De 1913 à 1933 l'Union des Femmes de France (une des 3 sociétés de la Croix-Rouge) installe son comité et un dispensaire-école (actuel no 5).

## Patrimoine et lieux d'intérêt

### École maternelle Lakanal

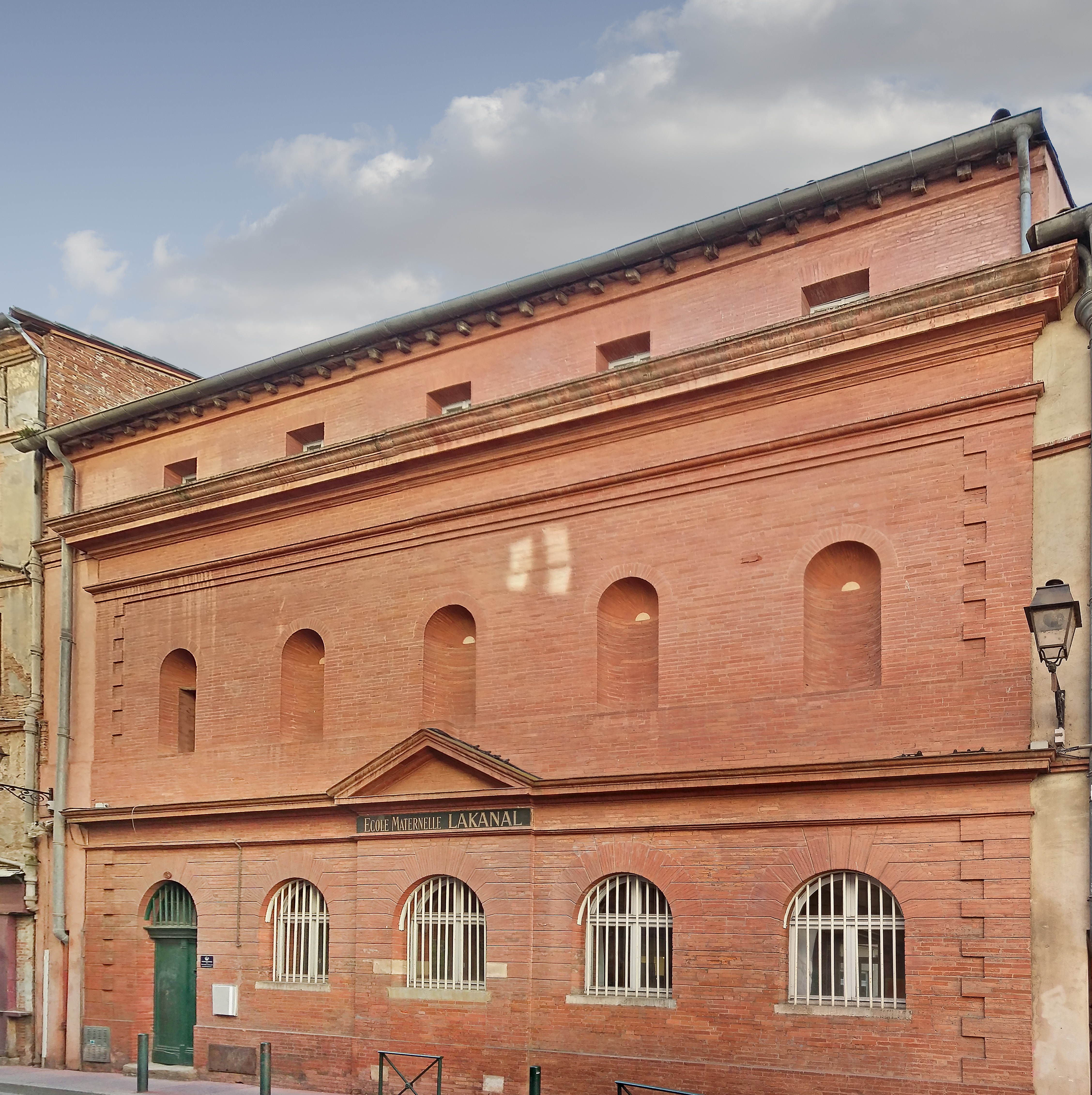
no 8 : façade de la maison de charité de la Daurade (école maternelle Lakanal).

- no  6 : sacristie de l'église Saint-Pierre-Saint-Martin ; école maternelle Lakanal. 
La sacristie et la salle du prédicateur se trouvaient au sud de l'église Saint-Pierre-Saint-Martin. Elles sont occupées après 1907 par l'école maternelle Lakanal et servent de cantine, de vestibule et de bureau de la directrice de l'école[15].

- no  8 : emplacement du four de l'hôtel Viguerie ; maison de charité de la Daurade ; école maternelle Lakanal.

### Hôtels particuliers et immeubles
- no 4 bis : hôtel Viguerie. 

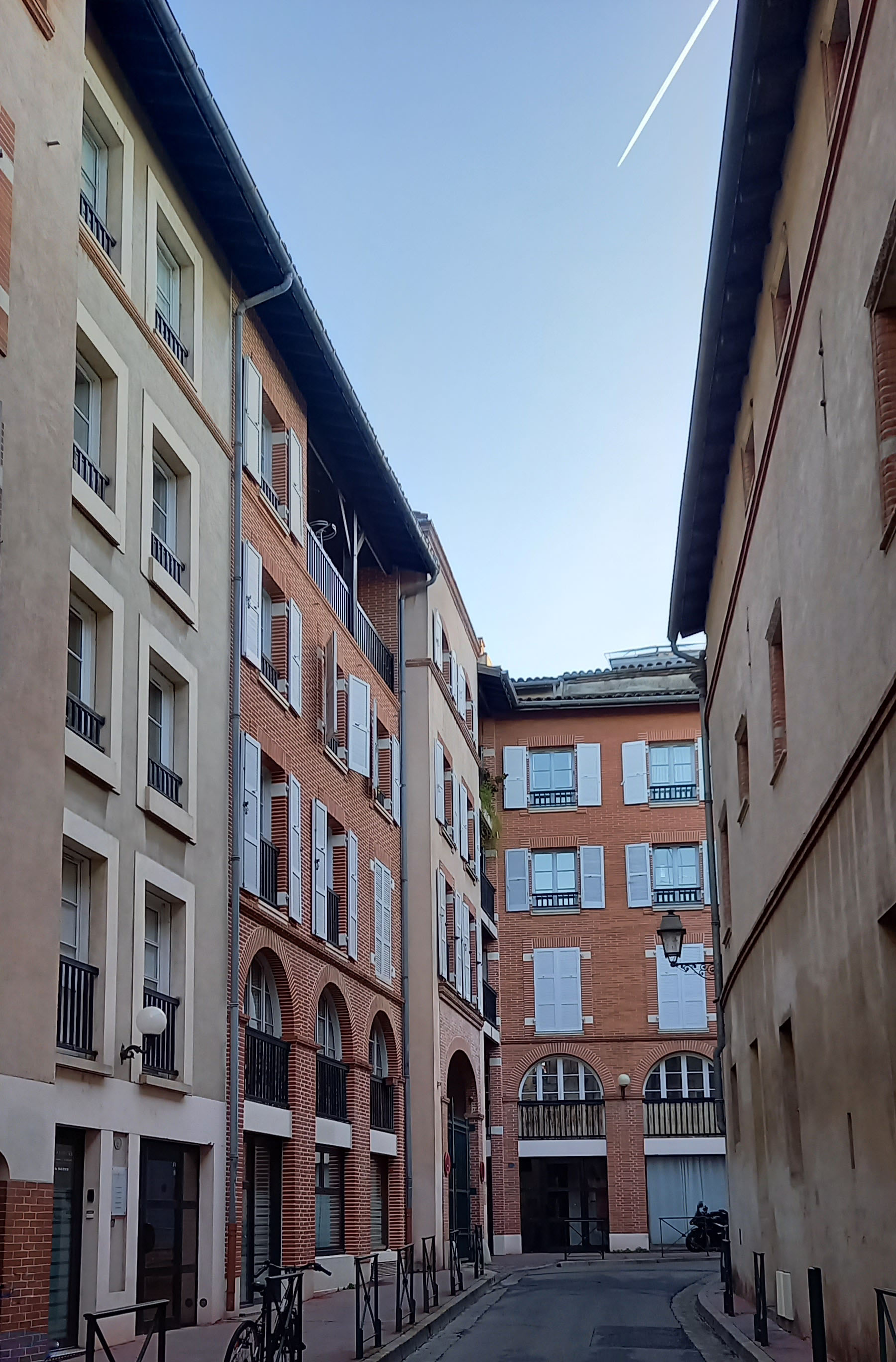
N°5 en 2022

Au XVIe siècle, un hôtel particulier est élevé pour un membre de la famille Viguerie, probablement le capitoul Jean Viguerie, sur les deux culs-de-sac que forme alors la rue du Prieuré (emplacements des actuels no 4, 4 bis et 8). La façade, qui s'élève sur deux étages, a conservé des éléments de la Renaissance. Au rez-de-chaussée, une porte latérale en plein cintre, probablement ouverte au XVIIe siècle, conserve une clef de voûte sculptée en pierre. Au 1er étage, les fenêtres rectangulaires ont leurs linteaux sculptés de rosaces. Au 2e étage, les petites fenêtres carrées ont également des linteaux sculptés[7].

- au-devant des no 5-5 bis : emplacement de l'église Saint-Pierre-Saint-Martin. 
Un fragment du mur de façade de l'église Saint-Pierre-Saint-Martin, de 2,40 mètres de long et de 8 mètres de haut, subsiste entre les no 3 et 5.

- no  12 : immeuble. 
L'immeuble, de style classique, a peut-être été construit pour Guillaume Rigail d'Ouvrier, conseiller aux Requêtes du Parlement entre 1631 et 1638. Le vaste édifice possède sa façade principale sur la rue Jacques-Cujas. Au rez-de-chaussée, une arcade de boutique conserve une clé d'arc ornée d'une pointe-de-diamant. Aux étages, décroissants et séparés par des cordons de brique, les fenêtres sont couronnées d'une fine corniche et s'ornent de crossettes originales[16].

## Personnalité
- Léonce Castelbou (1823-1887) : avocat, radical-socialiste, conseiller municipal de Toulouse entre 1869 et 1871, puis entre 1878 et 1884, et brivement maire de Toulouse à deux reprises en 1871 et en 1881. Il mourut à son domicile, no 1 rue du Prieuré[17].

#### Ouvrages généraux
- Jules Chalande, « Histoire des rues de Toulouse », Mémoires de l'Académie des Sciences et Belles-Lettres de Toulouse, 12e série, tome II, Toulouse, 1924, p. 393-395.
- Pierre Salies, Dictionnaire des rues de Toulouse, 2 vol., éd. Milan, Toulouse, 1989  (ISBN 978-2-8672-6354-5).
- Christian Maillebiau, « Mémoire des saints Pierre et Martin », La Dépêche du Midi, 5 mai 2013.

#### Ouvrages spécialisés
- Maurice Bastide, « Un exemple de reconstruction urbaine : Toulouse après l'incendie de 1463 », Annales du Midi, t. 80, no 86, 1968, p. 7-26.
- Roger Camboulives, « Maison de charité de la Daurade (Église Saint-Pierre-Saint-Martin - Hôtel Viguerie) », Mémoires de la Société archéologique du Midi de la France, t. XXVIII, 1962, p. 65-73.
- Paul Mesplé, « Le couvent des Ursulines et l'ancienne Poste », L'Auta, no 410, avril 1975, p. 305-307.
- Josseline Guyader, « Bureau et maisons de charité : l'assistance à domicile aux « pauvres malades » dans le cade des paroisses toulousaines (1687-1797) », Revue d'histoire de l'Église de France, tome 80, no 205, 1994, p. 217-247.